# Dirk Stallaert
Pour les articles homonymes, voir Stallaert.
Dirk Stallaert, né le 28 décembre 1955 à Bruxelles (province de brabant), est un auteur de bande dessinée jeunesse belge notamment connu pour avoir succédé à Marc Sleen au dessin de Néron de 1992 à 2002 et pour son travail sur de nombreuses séries populaires de la bande dessinée flamande. Il reste peu édité en français.

## Biographie
Dirk Stallaert naît le 28 décembre 1955 à Bruxelles.
Il publie ses premières illustrations dans le magazine flamand Knack, puis un gag dans Kuifje en 1977 ainsi que sa première bande dessinée d'importance Ridder Digest de 1981 à 1982. Puis, il devient l'assistant de Jean-Pol notamment sur Briochon de 1982 à 1992. Il dessine la série De Strangers dans la Gazet van Antwerpen en 1985 ainsi que Kitty de 1986 à 1991 pour le même quotidien, il réalise de nombreuses autres travaux.
Le 18 septembre 1990, Nino fait son apparition dans Hello Bédé dans le numéro 38, avec Le Voyage en Amérique, les auteurs Dirk Stallaert au dessin et Hec Leemans au scénario ont voulu un graphisme simple pour une histoire simple, proche de la ligne claire.
En tant qu'assistant de Marc Sleen, Stallaert dessine les aventures de Néron depuis 1992. Il reçoit la plus haute distinction de la bande dessinée en Flandre à savoir l'Adhémar de bronze en 1995,.
Après de longues délibérations, en raison de l'arrêt de la série Néron, il décide d'accepter une offre de Merho et d'œuvrer comme dessinateur de sa série De Kiekeboes en 2003.
En outre, il dessine deux bandes dessinées humoristiques basées sur des scénarios d'Urbanus : à savoir Plankgas en Plastronneke et Mieleke Melleke Mol en 2004.
Après trois ans de Kiekeboe, Stallaert quitte Merho fin décembre 2005 pour intégrer le Studio Vandersteen comme dessinateur à partir de janvier 2006 mais pour lequel il avait déjà dessiné quelques gags pour la nouvelle série Les Blagues de Lambique.
De temps en temps, il travaille avec Erik Meynen, notamment pour De Standaard, UNIZO et Fedra où il publie Pakkeman en Poulet.
En 2012, Stallaert reprend brièvement De Geverniste Vernepelingskes de Jan Bosschaert, mais dessiner cette série ne lui convient plus. En 2013, se tient une exposition collective au Parlement flamand à Bruxelles où ses originaux sont exposés.
En 2018, il lance l'adaptation en bande dessinée d'une série télévisée K3 Roller Disco (nl) publiée chez Standaard Uitgeverij.
À l'automne 2020, Stallaert dessine le récit De Sonometer sur un scénario de François Corteggiani qui paraît dans la série Bob et Bobette,.
En 2022, il rend hommage à Bob et Bobette avec l'album Le Joker disparu scénarisé par Ronald Grossey publié aux éditions Standaard. Deux ans plus tard, le même duo fait de même pour cette série bleue avec Onrust in Montmartre [« Troubles à Montmartre »]. 

### Contributions graphiques
En 2010, il est l'un des nombreux artistes qui apporte une contribution graphique au livre Jommekes Bij De Vleet, qui rend hommage au créateur de Gil et Jo, Jef Nys. Il rend un hommage graphique à Pom dans l'album hommage collectif Op Het Spoor van Pom [« Sur la trace de Pom »] en 2011. Il est un des artistes à contribuer à l'artbook Building Bridges in Europe [« Construire des ponts en Europe »] publié par the European Association of National Builders’ Merchants Associations and Manufacturers (UFEMAT) en 2012, où il réalise une planche sur le drapeau de l'Union européenne. En 2024, Stallaert participe au reboot de la série de gags érotiques Rooie Oortjes [« Blagues Coquines »]. Bien que les nouveaux tomes sont pour la plupart des rééditions de gags d'autres auteurs, ils présentent de nouvelles couvertures ainsi que de tout nouveaux gags dessinés par plusieurs artistes, dont Stallaert.
Selon Patrick Gaumer, Stallaert, à la production importante, s'inscrit dans la grande tradition de la bande dessinée flamande populaire.

## Œuvres

### Albums de bande dessinée
Bob et Bobette
- Le Joker disparu, De Standaard, Anvers, 17 novembre 2022
Scénario : Ronald Grossey - Dessin : Dirk Stallaert - Couleurs : quadrichromie -  (ISBN 978-90-02-02678-2)
- Pagaille à Montmartre, De Standaard, Anvers, 13 novembre 2024
Scénario : Ronald Grossey - Dessin : Dirk Stallaert - Couleurs : quadrichromie -  (ISBN 978-90-02-02692-8)

### Collectifs
- Flash Back[16], Comic! Events, août 1995
Scénario : collectif - Dessin : collectif dont Dirk Stallaert - Couleurs : noir et blanc,Ce Flash Back a été réalisé en collaboration avec Bédéciné Illzach et édité à l'occasion du 10e festival BD Coxyde (15 juillet au 6 août 1995) à 1 500 exemplaires numérotés à la main. Rares textes et titres des séries en deux langues : français et flamand. D/1995/6941/06. Format à l'italienne.

## Réception

### Prix et distinctions
- 1987 :  prix nouveau talent décerné par la guilde des experts indépendants de bande dessinée belge et le centre flamand de la bande dessinée[17] pour Kitty en Co ;
- 1992 :  prix de la meilleure bande dessinée flamande décerné par la guilde des experts indépendants de bande dessinée belge et le centre flamand de la bande dessinée[17] pour Nino t. 2 - La Princesse de Manhattan partagé avec Hec Leemans ;
- 1994 :  prix de la meilleure bande dessinée flamande décerné par la guilde des experts indépendants de bande dessinée belge et le centre flamand de la bande dessinée[17] pour De How Trilogie partagé avec Marc Sleen ;
- 1995 :  Adhémar de bronze[2] ;
- 1997 :  prix du meilleur album néerlandophone pour De Roos van Sakhti au festival de Durbuy[12] ;
- 2006 :  Crayon d'or au Festival de bande dessinée de Middelkerke à Middelkerke pour Nino[18] ;
- 2015 :  prix SABAM de la bande dessinée[12].